# Дереберя, Иван Григорьевич
Иван Григорьевич Дереберя (4 июня 1923, с. Вареновка, Неклиновский р-н, Ростовская обл. — 8 октября 2014, Таганрог) — российский художник.

## Биография
Иван Дереберя родился 4 июня 1923 года в селе Вареновка Неклиновского района Ростовской области.
В 1929 году семья будущего художника перебралась в Таганрог. Параллельно с учёбой в средней школе, а позже и с работой на заводе, Дереберя занимался в изостудии городского Дома пионеров. В студии Дома пионеров сформировался интерес художника к технике карандашного рисунка, к портретному жанру. Первый успех — вторая премия участника областной выставки детского рисунка.
В 1941 году, незадолго до оккупации Таганрога, авиационный завод, на котором работал токарем-универсалом Иван Дереберя, был эвакуирован в Тбилиси. Иван прожил в Тбилиси с 1941 по 1948 год. Посещал студию при Тбилисской Академии художеств, занимался в классе известного графика Сергея Кобуладзе.
В 1953 году Иван Дереберя поступил на работу в Таганрогские художественные мастерские. Начал принимать участие в городских и областных выставках. В 1968 году Иван Дереберя был принят в Союз художников СССР. Принимал участие в республиканских выставках «Художники России детям» (1976), «Всегда начеку» (1977). Работы Деребери с этих выставок были приобретены в государственные музеи Москвы и Ленинграда.
В 1997 году на торгах Аукционного дома «Bonhams» (Лондон) было продано 30 графических листов из серии «Чехов и Таганрог», созданных Иваном Дереберей к 125-летию со дня рождения А. П. Чехова.
В собрании Таганрогского художественного музея находится более семидесяти работ Деребери.
85-летний юбилей Иван Дереберя отметил персональной выставкой в Таганрогском художественном музее (2008).
Умер 8 октября 2014 года в Таганроге.

## Работы находятся в собраниях
- Ростовский областной музей изобразительных искусств, Ростов-на-Дону.[5]
- Таганрогский художественный музей, Таганрог.[5]
- Музей современного изобразительного искусства на Дмитровской, Ростов-на-Дону.
- Частные коллекции России и дальнего зарубежья.